# Квинт Юний Арулен Рустик
Квинт Юний Арулен Рустик (на латински: Quintus Iunius Arulenus Rusticus; * ок. 35 г.; † 93 г. в Рим) e сенатор на Римската империя през 1 век.
Той е философ-стоик и приятел на Плиний Млади и Тацит. Подкрепя приятелят си Публий Клодий Тразеа Пет. През 66 г. Рустик е народен трибун, 70 г. претор. През 92 г. става суфектконсул заедно с Гай Юлий Силан.
Привърженик е на Публий Клодий Тразеа Пет. Екзекутиран е по нареждане на император Домициан през 93 г. Неговият брат e Юний Мавриций.